# Inverkip
Inverkip (Inbhir Chip en gaélique (gd)) est une ville et une paroisse civile d'Écosse, située dans le council area d'Inverclyde et dans la région de lieutenance du Renfrewshire.
Elle est située à 7 kilomètres au sud-ouest de Greenock, à 105 kilomètres d'Édimbourg et 580 kilomètres de Londres. Elle est desservie par l'A78 (en) et par la gare d'Inverkip (en) située sur la ligne d'Inverclyde (en).
Sur son territoire se trouve le château d'Inverkip (en) et se trouvait la centrale thermique d'Inverkip (dont la cheminée de 236 mètres constituait le plus haut bâtiment d'Écosse) jusqu'à sa démolition le 28 juillet 2013.